# ألان بيرلينر
ألان بيرلينر (بالإنجليزية: Alan Berliner)‏ هو مخرج أمريكي، ولد في 11 أكتوبر 1956 في بروكلين في الولايات المتحدة.

## وصلات خارجية
- الموقع الرسمي
- ألان بيرلينر على موقع IMDb (الإنجليزية)
- ألان بيرلينر على موقع ألو سيني (الفرنسية)
- ألان بيرلينر على موقع أول موفي (الإنجليزية)
- ألان بيرلينر على موقع قاعدة بيانات الأفلام السويدية (السويدية)
- ألان بيرلينر على موقع ديسكوغز (الإنجليزية)
- ألان بيرلينر على موقع قاعدة بيانات الفيلم (الإنجليزية)
- ألان بيرلينر على موقع كينوبويسك (الروسية)